# Robert Kišerlovski

Robert Kišerlovski (Čačak, 8. kolovoza 1986.) je hrvatski profesionalni biciklist koji je okončao sportsku karijeru. 
Profesionalac je od 2005-2018. godine.

## Nagrade i uspjesi
- 2007.

1. Gran Premio del Palio Recioto
- 2008.

3. Tour of Slovenia
- 2010.

1. Giro dell'Appennino
10. Giro d'Italia
- 2011.

6. Giro del Trentino
7. Giro di Sardegna
7. Classica Sarda
- 2012.

5. u etapi Tourea de Francea; nagrada za najborbenijeg vozača etape. Vozila se najdulja etapa, 226 km duljine, Saint-Jean-de-Maurienne - Annonay.
5. La Flèche Wallonne
9. Paris - Nice
7. Volta Ciclista a Catalunya
- 2013.

3. u zadnjoj etapi Volte a Catalunye, u vremenu pobjednika
15. Giro d'Italia
17. Vuelta a España
1. Nacionalno cestovno prvenstvo RH
- 2014.

10. Giro d'Italia, - 2. u 8. etapi Foligno › Montecopiolo
10. Volta Ciclista a Catalunya
7. ukupni plasman, Tirreno-Adriatico

### Grand Tour - najbolji rezultati
| Ukupni          | Etapa            |          |
| Tour de France  | 31. 2017.        | 5. 2012. |
| Giro d'Italia   | 10. 2010., 2014. | 2. 2014. |
| Vuelta a España | 17. 2013.        | 9. 2011. |

## Vanjske poveznice
- Profil na ProCyclingStats.com